# ریونوسوکه اوکاموتو
ریونوسوکه اوکاموتو (انگلیسی: Ryunosuke Okamoto؛ زادهٔ ۹ اکتبر ۱۹۸۴) بازیکن فوتبال اهل ژاپن است.
از باشگاه‌هایی که در آن بازی کرده‌است می‌توان به باشگاه فوتبال گامبا اوساکا اشاره کرد.